# گاستون روسو
گاستون روسو (فرانسوی: Gaston Rousseau‎؛ زادهٔ ۱۵ ژوئیهٔ ۱۹۲۵) دوچرخه‌سوار اهل فرانسه است.